# (100639) 1997 VV3
(100639) 1997 VV3 es un asteroide perteneciente a la familia de Eunomia en el cinturón de asteroides, descubierto el 6 de noviembre de 1997 por Takao Kobayashi desde el Observatorio de Ōizumi, Ōizumi, Japón.

## Designación y nombre
Designado provisionalmente como 1997 VV3.

## Características orbitales
1997 VV3 está situado a una distancia media del Sol de 2,575 ua, pudiendo alejarse hasta 2,966 ua y acercarse hasta 2,184 ua. Su excentricidad es 0,151 y la inclinación orbital 15,06 grados. Emplea 1509,35 días en completar una órbita alrededor del Sol.

## Características físicas
La magnitud absoluta de 1997 VV3 es 15,1.